# Mathias Bath
Mathias Bath (* um 1991 in Greifswald) ist ein deutscher Koch, der seit September 2022 Co-Küchenchef im Drei-Sterne-Restaurant The Table in Hamburg ist.

## Werdegang
Bath studierte erst an der Universität Greifswald, bevor er eine Kochausbildung absolvierte.
2015 kochte er im Restaurant Haerlin bei Christoph Rüffer im Hotel Vier Jahreszeiten in Hamburg (zwei Michelinsterne) im Team von Christian Hümbs. Seit 2016 kocht er im Restaurant The Table bei Kevin Fehling in der Hamburger Hafen-City (drei Michelinsterne). 2020 wurde er hier Souschef.
Im September 2022 wurde Bath Co-Küchenchef neben Kevin Fehling im Restaurant The Table.